# Вінкула тендіна
У кожному осео-апоневротичному каналі сухожилля згинача пальців поверхневого та згинача пальців зв’язані між собою, а з фалангами тонкими сухожильними смугами, які називаються vincula tendina .

## Структура
На кожне сухожилля згинача припадає від трьох до семи вінкул. Вінкулу тендіну можна класифікувати на два типи відповідно до їх морфології.
Vincula longa (довга і струнка), яка з’єднує згинач пальців поверхневий з основою першої фаланги, а друга, що з’єднує нижню поверхню сухожиль згиначів пальців згиначів із сусідніми згиначами пальців поверхневої поверхні після сухожилля перших пройшли через другі.

## Функція
Vincula tendina забезпечує кровопостачання сухожилля згинача пальців поверхневого та сухожилля. Вінкула бреве допомагає полегшити пальцеве згинання після пошкодження сухожилля дистального згинача пальців.

## Додаткові зображення

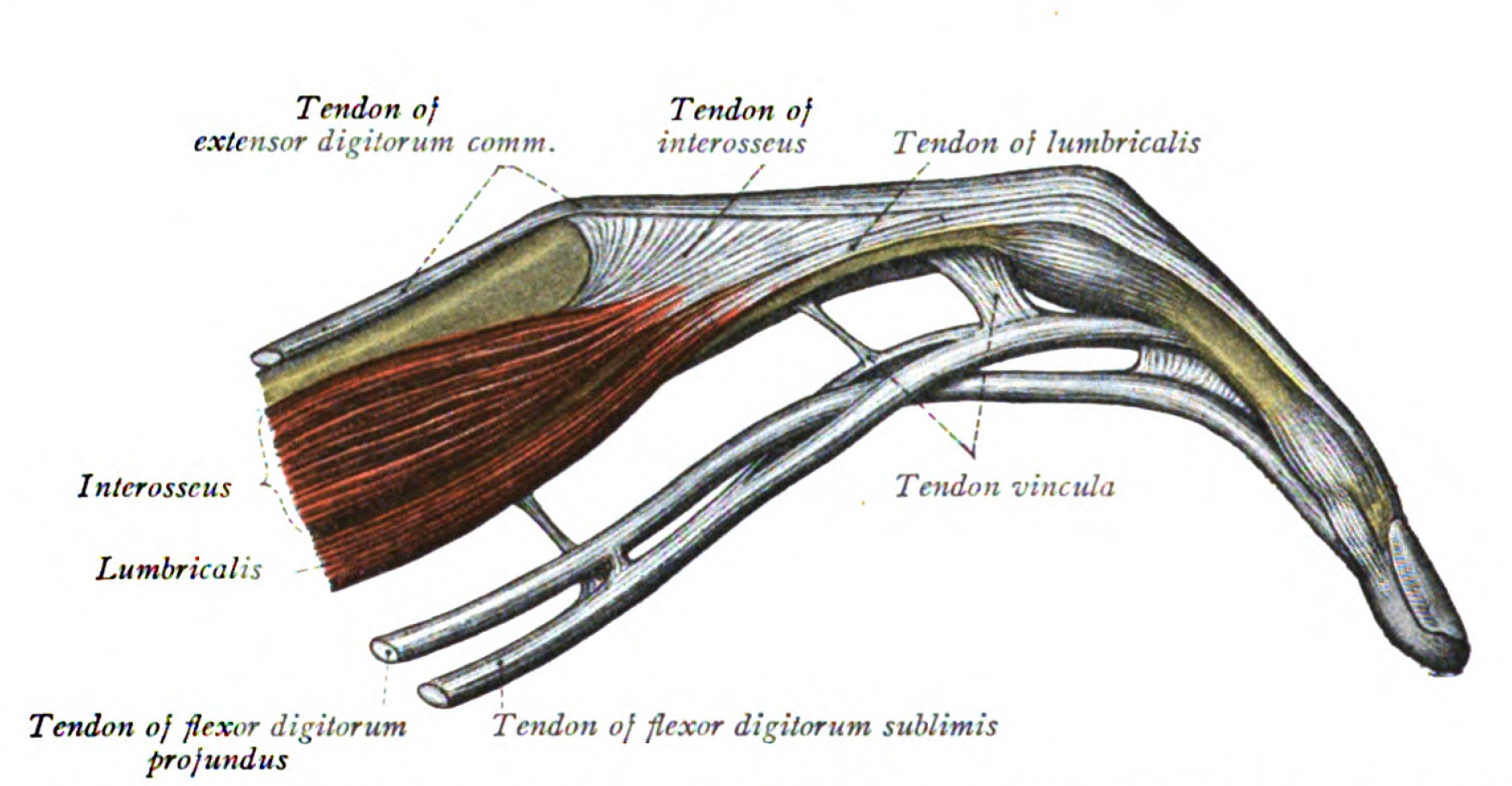
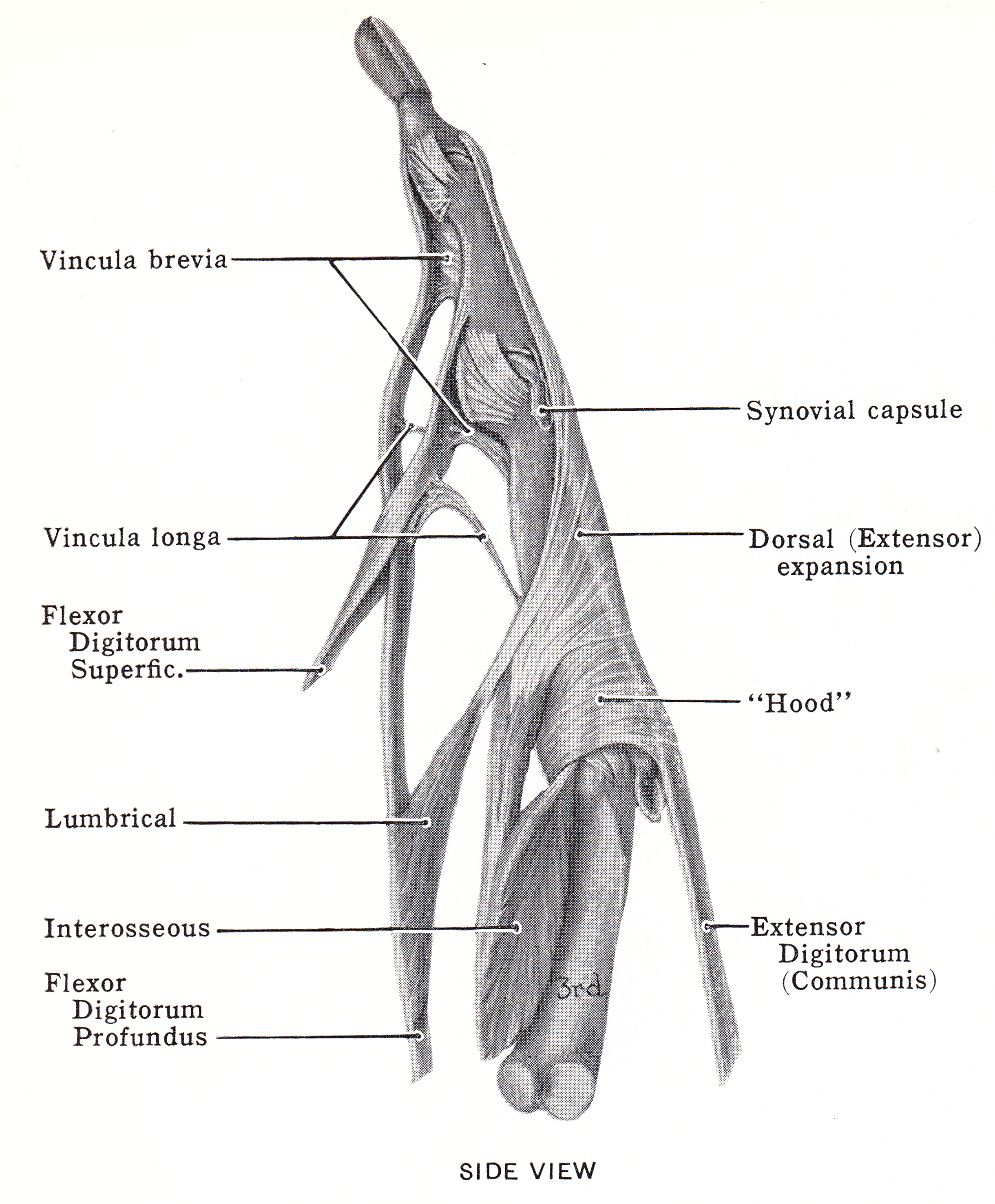